# Plaça Major (Talarn)
Plaça Major és una obra barroca de Talarn (Pallars Jussà) inclosa a l'Inventari del Patrimoni Arquitectònic de Catalunya.

## Descripció
Plaça Major porxada a la banda est i nord, i presidida per l'església parroquial al migdia i adossada al carrer principal de la Vila, en el qual es troben els edificis nobles de l'època barroca. Els edificis tenen dues o tres plantes d'alçada, amb celler i golfes, i cobertes vessants sobre la plaça amb teulada àrab que formen ràfecs i voladissos de caràcter medieval. Separant la plaça del carrer de Sant Pau hi ha una font amb bancs laterals.

## Història
Al segle xvii, fou l'època d'esplendor de la plaça, doncs durant aquella centúria fou reformada l'església i construïdes les edificacions nobles.